# Bijou Heron
Bijou Heron (New York, 1º settembre 1863 – New York, 18 marzo 1937) è stata un'attrice teatrale statunitense, nota soprattutto come una delle prime attrici bambine del teatro americano negli anni settanta del XIX secolo.

## Biografia
Bijou Heron naquce Helen Wallace Stoepel a New York nel 1863, figlia del compositore e direttore d'orchestra Robert Stoepel e dell'attrice Matilde Heron. Come le altre sue coetanee avviate alla carriera di attrice fu introdotta giovanissima al pubblico all'età di sei anni in una produzione di Medea al Teatro Bowery dove sua madre interpretava il ruolo della protagonista.
All'epoca l'impiego degli attori bambini nei teatri era ristretto a parti di comprimario, mentre i ruoli protagonistici di bambino/a erano usualmente affidati, secondo le convenzioni teatrali del tempo, a giovani attrici nella piena adolescenza o già adulte. Alcune attrici bambine tuttavia riuscirono con il loro talento a rompere queste convenzioni e a imporsi come protagoniste in importanti produzioni teatrali, vincendo la concorrenza di colleghe più adulte.
È il caso di Bijou Heron. Nel 1873, entrò nella compagnia di Augustin Daly al Fifth Avenue Theatre. Qui il 25 aprile 1874 ebbe l'opportunità di debuttare in un ruolo di rilievo in Monsieur Alphonse, una riduzione teatrale dello stesso Augustin Daly dal romanzo di Alexandre Dumas. Il successo ottenuto convinse la compagnia ad affidare alla bambina il suo ruolo più importante di attrice bambina, quello di Oliver Twist in un'altra riduzione teatrale, questa volta da Charles Dickens, con un cast che includeva gli attori Fanny Davenport, Charles Fisher, and James Lewis. Con il plauso unanime di pubblico e critica, Bijou fu in assoluto uno dei primi bambini a ricoprire un ruolo che ancora per lungo tempo, anche al cinema, sarà interpretato di regola da attori o attrici adulti.
Nel 1876, ormai adolescente, entrò a far parte della compagnia A. M. Palmer allo Union Square Theatre. Recita in Miss Multon con Clara Morris e in Smike, un adattamento di Nicholas Nickleby. Partecipò alla tournée della compagnia recitando per tre mesi a San Francisco. Al suo ritorno a New York, le fu chiesto di prendere il posto dell'attrice Sara Jewett in A Celebrated Case con Charles Coghlan. Apparve quindi in The School for Scandal con Coghlan, John Parcelle, Harry Crisp e Ann Gilbert.
Dopo la morte della madre nel 1877, Heron si trasferì in Inghilterra, dove partecipò a diverse produzioni al Court Theatre di Londra con Maurice Barrymore e Arthur Cecil, si unì ad una tournée in Inghilterra con l'attore e drammaturgo Dion Boucicault.
Tornata a New York, si riunì alla compagnia di Augustin Daly. Heron recitò in Odette al fianco dell'attore e produttore Henry Miller che sposò il 1º febbraio 1883 a New York, e con il quale proseguì un'intensa carriera di attrice. La coppia ebbe tre figli: il produttore teatrale Gilbert Heron Miller, l'attore John Heron Miller (conosciuto come Henry Miller, Jr.), e Agnes Miller McCoy, anch'essa attrice e prima moglie dell'attore Tim McCoy.
Heron morì il 18 marzo 1937 nella sua casa di New York e fu sepolta al Green-Wood Cemetery di Brooklyn, New York.